# Jan Emeryk Rościszewski

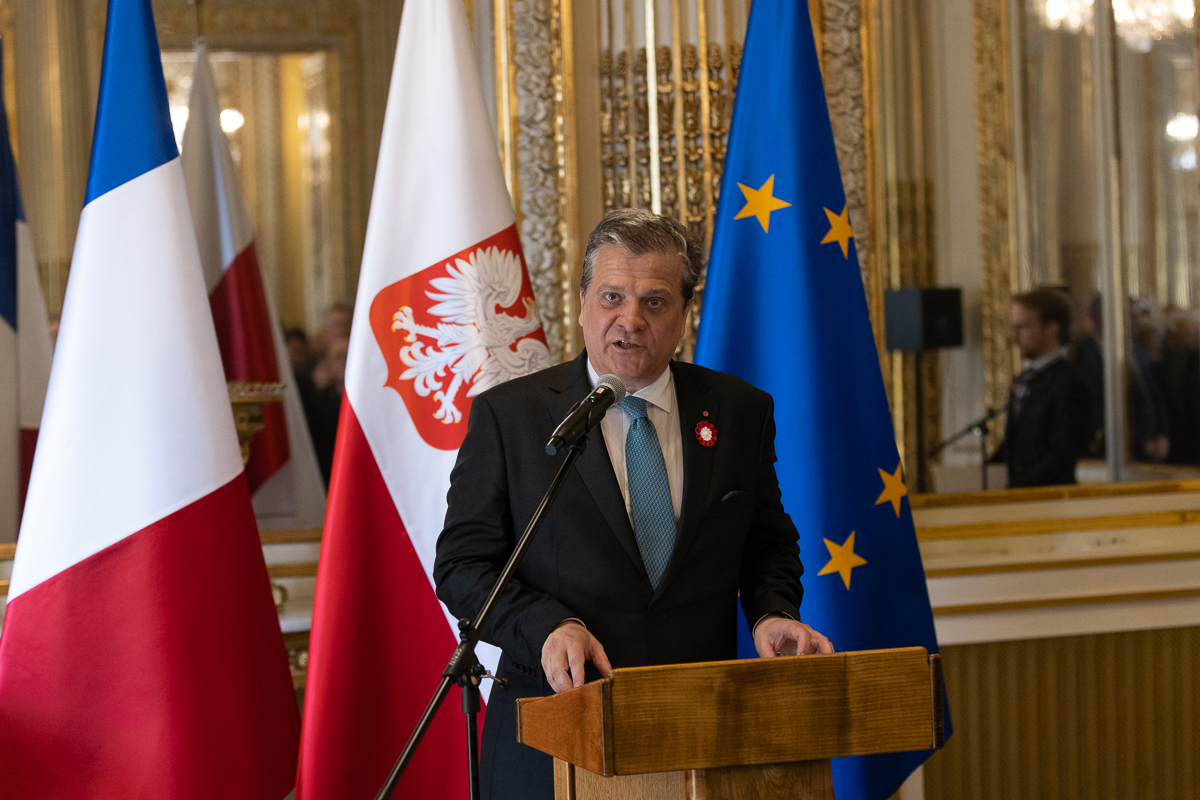
Jan Emeryk Rościszewski (2022)

Jan Emeryk Rościszewski (ur. 4 czerwca 1965 w Warszawie) – polski przedsiębiorca, menedżer branży finansowej, ubezpieczeniowej i bankowej, kawaler maltański, prezes zarządu PKO BP (2021), ambasador RP we Francji (od 2022).

## Życiorys

### Wykształcenie i działalność zawodowa
Studiował na Uniwersytecie Warszawskim. W 1988 ukończył historię na Wydziale Nauk Humanistycznych Katolickiego Uniwersytetu Lubelskiego, a w 1990 został absolwentem Instytutu Nauk Politycznych w Paryżu (z dyplomem DEA). W 1996 uzyskał uprawnienia brokera ubezpieczeniowego.
Od pierwszej połowy lat 90. zawodowo związany z sektorem towarzystw ubezpieczeniowych, pracował początkowo we Francji w grupach Axa i Azur. W drugiej z nich w latach 1993–1996 wchodził w skład zarządów Azur Ostoja oraz Azur Życie. Od 1996 był związany z Cardif Polska, wchodzącej do grupy kapitałowej BNP Paribas. W 1997 objął kierownictwo grupy w Polsce, a od 1998 do 2016 zajmował stanowisko prezesa zarządu spółki akcyjnej Towarzystwo Ubezpieczeń na Życie Cardif Polska i dyrektora generalnego Cardif Assurance Risques Divers w Polsce. Powoływany także w skład rad nadzorczych innych spółek prawa handlowego, m.in. Pocztylion Arka PTE i BBI Development. W latach 2012–2016 pełnił funkcję wiceprzewodniczącego komisji rewizyjnej Polskiej Izby Ubezpieczeń.
W 2016 został wiceprezesem zarządu PKO Banku Polskiego. W zarządzie przejął zadania związane z obszarem rynku detalicznego. Objął dodatkowo funkcje przewodniczącego lub wiceprzewodniczącego w radach nadzorczych spółek grupy PKO Banku Polskiego, w tym w spółkach ubezpieczeniowych, spółce leasingowej i faktoringowej, TFI, banku hipotecznym oraz Banku Pocztowym. W czerwcu 2021 powołany na prezesa zarządu PKO BP. W październiku tegoż roku złożył rezygnację z zajmowanego stanowiska. W latach 2016–2021 zasiadał w radzie nadzorczej PKO Życie Towarzystwo Ubezpieczeń, a w latach 2017–2019 oraz w 2021 był członkiem rady nadzorczej PKO Banku Hipotecznego.
W marcu 2022 mianowany ambasadorem RP we Francji. Stanowisko to objął w kwietniu tego samego roku. Został akredytowany również w Monako.

### Działalność publiczna i publicystyczna
W okresie stanu wojennego był współpracownikiem Prymasowskiego Komitetu Pomocy Osobom Pozbawionym Wolności i ich Rodzinom w Warszawie. Zajmował się kolportażem wydawnictw niezależnych.
Był członkiem Porozumienia Centrum. Jest kawalerem maltańskim (kawalerem Wielkiego Krzyża Honoru i Dewocji), w 2012 objął funkcję szpitalnika w Związku Polskich Kawalerów Maltańskich, koordynując działalność charytatywną zakonu w Polsce.
Jest autorem lub współautorem książek i opracowań historycznych, a także artykułów z dziedziny finansów, ubezpieczeń, polityki emerytalnej i zdrowotnej publikowanych m.in. w „Rzeczpospolitej”, „Harvard Business Review”, „Gazecie Wyborczej”, „Le Figaro” i „Le Point”.

## Odznaczenia i wyróżnienia
W 2010, za wybitne zasługi w działalności na rzecz rozwoju rynku ubezpieczeniowego w Polsce, odznaczony został Krzyżem Oficerskim Orderu Odrodzenia Polski. W 2014 otrzymał odznakę „Zasłużony dla ubezpieczeń” przyznawaną przez Polską Izbę Ubezpieczeń. W 2015 został wyróżniony przyznawaną przez ministra spraw zagranicznych Odznaką Honorową „Bene Merito”. W 2023 wyróżniony przez ministra spraw zagranicznych nagrodą Amicus Oeconomiae za wsparcie polskiego biznesu na rynku francuskim.

## Życie prywatne
Syn profesora i geografa Marcina Rościszewskiego i Elżbiety z domu Mańkowskiej. Żonaty z Anną, ojciec czworga dzieci. Zna język francuski i angielski oraz podstawy języka rosyjskiego.